# Daniel Theis
Daniel Theis (* 4. April 1992 in Salzgitter) ist ein deutscher Basketballspieler, der in der Ligue Nationale de Basket (LNB) bei den AS Monaco unter Vertrag steht.
2023 gewann er mit der deutschen Nationalmannschaft die Weltmeisterschaft, im Vorjahr hatte er Bronze bei der Europameisterschaft errungen. Theis gewann dreimal die deutsche Meisterschaft und wurde 2022 mit den Boston Celtics NBA-Vizemeister.

## Karriere

### Deutschland
Theis spielte in Salzgitter als Jugendlicher Fußball. Nach seinen Basketballanfängen beim SV Glück Auf Gebhardshagen wechselte er in den Nachwuchs der SG Braunschweig. In Braunschweig freundete er sich mit seinem Mannschaftskameraden Dennis Schröder an. Laut Liviu Călin, der beide Spieler als Trainer förderte, fanden Theis und Schröder auf dem Basketballfeld schnell zu einem aufeinander abgestimmten Zusammenspiel, das Călin als „eine Art Telepathie-Spielkultur“ bezeichnete.
In der Saison 2008/09 erzielte der 2,04 Meter große Power Forward/Center in der NBBL in 13 Spielen im Durchschnitt 14,6 Punkte und 7,1 Rebounds für die SG Braunschweig.
Im darauffolgenden Jahr steigerte Theis seine Werte auf durchschnittlich 19,5 Punkte und 10,0 Rebounds, die er in der Saison 2010/11 auf 19,7 Punkte und 11,4 Rebounds verbesserte. Zudem kam er in diesen beiden Jahren in der 2. Basketball-Bundesliga zum Einsatz und konnte dort im ersten Jahr 4,8 Punkte und 3,6 Rebounds verbuchen, die er im zweiten Jahr auf 12,1 Punkte und 9,1 Rebounds steigerte. In der Saison 2010/11 kam er außerdem für die New Yorker Phantoms Braunschweig gegen die Giants Düsseldorf zu seinem ersten (Kurz-)Einsatz in der Bundesliga.
In der folgenden Saison kam er dann zu regelmäßigen Kurzeinsätzen in der Basketball-Bundesliga, in denen er durchschnittlich 3,2 Punkte und 1,8 Rebounds erzielen konnte. Weiterhin wurde er als Stammkraft bei Spot up Medien Baskets Braunschweig in der 2. Basketball-Bundesliga eingesetzt und erzielte dort 18,4 Punkte und 8,9 Rebounds im Durchschnitt.
Am 9. Juli 2012 gab Ratiopharm Ulm seine Verpflichtung für drei Jahre bekannt. Der vom ehemaligen Nationalspieler Ademola Okulaja als Berater betreute Theis hatte eine Klausel in seinem Ausbildungsvertrag genutzt, um nach Ulm zu wechseln. Am 15. August 2012 erhielt er nach einigem Hin und Her mit seinem ehemaligen Verein New Yorker Phantoms Braunschweig vom Deutschen Basketball Bund die Freigabe, für Ratiopharm Ulm am Spielbetrieb teilnehmen zu dürfen. Braunschweig forderte eine Ablösesumme für Theis, leitete rechtliche Schritte ein, zog die Klage im Februar 2013 aber zurück.
Am 27. April 2013 meldete Theis sich zum NBA-Draft 2013 an, wurde allerdings von keiner Mannschaft ausgewählt. Am 13. Mai 2014 wurde er im Rahmen des zweiten Playoff-Spiels gegen Alba Berlin als bester deutscher Nachwuchsspieler (U23) der Saison 2013/14 in der Bundesliga ausgezeichnet. Nach Ablauf der Saison 2013/14 verlängerte Ulm den Vertrag mit Theis nicht.
Zur Saison 2014/15 wechselte Theis gegen eine Ablösesumme zu den Brose Baskets Bamberg und unterzeichnete dort einen Zweijahresvertrag mit einer NBA-Ausstiegsklausel. In der Vorsaison hatte die Mannschaft erstmals seit fünf Jahren den Meistertitel verpasst und wurde von dem neuen Trainer Andrea Trinchieri neu zusammengestellt. Nach der Finalniederlage im BBL-Pokal 2015 gegen Gastgeber EWE Baskets Oldenburg zogen die Brose Baskets als Tabellenerster in die Playoffs der Basketball-Bundesliga-Spielzeit 2014/15 ein. Bamberg gelang der Sweep in die Finalrunde, wo man auf Titelverteidiger FC Bayern München traf. In fünf Spielen gegen den Vorjahresmeister aus Oberbayern triumphierte letztlich Bamberg und holte sich den Meistertitel zurück. Mit Bamberg spielte Theis auch im zweithöchsten Vereinswettbewerb Eurocup 2014/15, in dem man sich ins Achtelfinale kämpfte. Dort traf man auf die zuvor in 16 Spielen unbesiegten Lokomotive Kuban Krasnodar, die von Malcolm Delaney angeführt wurden. Auf eine mit 78:80 knappe Niederlage im Hinspiel folgte eine deutlichere mit 53:70 im Rückspiel gegen die Russen und Bamberg schied aus. In seiner ersten Saison in Bamberg erzielte Theis in durchschnittlich 20 Minuten Spielzeit 9,8 Punkte und 5,2 Rebounds pro Spiel. Im April 2015 verlängerte er dann seinen Vertrag um ein weiteres Jahr bis zum Ende der Saison 2016/17.
In der Saison 2015/16 spielte Theis mit Bamberg erstmals im höchsten europäischen Vereinswettbewerb, der EuroLeague-Saison 2015/16, für die man als Deutscher Meister das Teilnahmerecht erhielt. Es gelang der Einzug in die Zwischenrunde, jedoch verpasste man knapp um einen Sieg die Teilnahme an den Playoffs, was bis dahin auch noch keiner deutschen Mannschaft gelang. In der Bundesliga erreichte man nach der Halbfinalniederlage im BBL-Pokal 2016 gegen Gastgeber München erneut die Playoffs als Hauptrundenerster, in denen Bamberg ohne Niederlage blieb und die erneute deutsche Meisterschaft gelang. Für das All-Star Game wurde Theis in das Bundesliga-All-Second-Team berufen und gewann mit der nationalen Auswahlmannschaft.
In der Saison 2016/17 nahm Bamberg erneut an der EuroLeague teil, die in dieser Spielzeit erstmals in einem neuen Modus ausgetragen wurde. 16 Mannschaften spielten in einer Gruppe Hin- und Rückspiele gegeneinander, um sich als einer der besten Acht für die Playoffs zu qualifizieren. Diese zusätzliche Belastung von 30 Spielen und der damit verbundene Reisestress (man bestritt unter der Woche bis zu zwei Spiele in Europa) zehrten an den Kräften der Mannschaft. Bamberg beendete die EuroLeague-Saison 2016/17 mit zehn Siegen auf dem 13. Platz, wobei zwölf Niederlagen mit sechs oder weniger Punkten ausgesprochen knapp entschieden wurden. In der BBL gelang erstmals unter Trainer Andrea Trinchieri der Gewinn des Pokals und Theis wurde als Bester Verteidiger der Basketball-Bundesliga ausgezeichnet. Am Ende der Hauptrunde qualifizierte sich Theis mit Brose Bamberg als Tabellenzweiter für die Playoffs. Nur in der Serie gegen die Telekom Baskets Bonn gab es einen Niederlage zum Auftakt, ansonsten marschierten Theis und die Bamberger ohne Niederlage durch die Playoffs und gewannen zum dritten Mal in Folge die Deutsche Meisterschaft sowie das vierte Double in der Vereinsgeschichte.

### Wechsel in die NBA

#### Boston Celtics (2017)
Im Sommer 2017 unterzeichnete Theis einen Zweijahresvertrag bei den Boston Celtics. Er überzeugte in seiner ersten Saison in der NBA und erzielte in durchschnittlich 14,8 Minuten 5,3 Punkte und 4,3 Rebounds. Im März 2018 zog er sich in der Schlussminute der Partie gegen die Indiana Pacers einen Meniskusriss im linken Knie zu und wurde operiert, wodurch er für den Rest der Saison ausfiel. Im Sommer 2019 verlängerte Theis seinen Vertrag mit den Boston Celtics um weitere zwei Jahre.

#### Chicago Bulls
Am 25. März 2021 wurde Theis nach knapp vier Jahren bei den Celtics zu den Chicago Bulls getauscht. Für Chicagos Mannschaft bestritt der Deutsche 23 Einsätze, in denen er auf Mittelwerte von 10 Punkten und 5,9 Rebounds kam.

#### Houston Rockets
Im Sommer 2021 einigte sich Theis mit den Houston Rockets auf einen Vierjahresvertrag, der ein Gesamtgehalt von 36 Millionen US-Dollar beinhaltete. Der Vertrag beinhaltete eine im Falle eines Spielertausches an den Spieler fällige Bonuszahlung in Höhe von 15 % des verbleibenden Vertragsvolumens (englisch: Trade Kicker). Die Bulls verkauften den Rockets diesen sogenannten Sign-and-Trade-Vertrag für 1,1 Millionen US-Dollar und erwarben damit eine Spielerverkaufsausnahme in Höhe von 5 Millionen Dollar für ihr eigenes Gehaltsgefüge. In 26 Spielen für die Texaner verbuchte Theis im Schnitt 8,4 Punkte sowie 5 Rebounds je Begegnung.

#### Boston Celtics (2022)
Im Februar 2022 kehrte Theis im Rahmen eines Tauschhandels, der weitere Spieler, darunter seinen nach Houston wechselnden Jugendfreund Dennis Schröder betraf, nach Boston zurück. Er verzichtete in diesem Tausch auf eine vereinbarte Sonderzahlung im Fall eines Vereinswechsels (Trade Kicker) im Wert von mehr als drei Millionen US-Dollar. Mit den Celtics unterlag Theis erst in den Finalspielen der Saison gegen den Meister Golden State Warriors.

#### Indiana Pacers
Im Zuge eines größeren Spielertauschs, durch den sich die Celtics die Dienste von Aufbauspieler Malcolm Brogdon sicherten, wurde Theis im Juli 2022 an die Indiana Pacers abgegeben. Vor der Saison 2022/23 unterzog sich Theis einer Operation am Knie, wodurch er den Beginn der Saison verpasste. Nach sieben Spielen wurde er für den Rest der Saison aus der Mannschaft genommen, da die sportliche Leitung bevorzugt auf junge Spieler setzen wollte. Theis kam fortan nur in einem einzigen weiteren Spiel zum Einsatz. Am 15. November 2023 einigte er sich mit der Geschäftsstelle auf eine Auflösung seines Vertrages einschließlich der dem Verein zustehenden Verlängerungsklausel. Indiana zahlte Theis laut US-Medienberichten etwa sieben Millionen Dollar für die vorzeitige Vertragsauflösung. Nach Ablauf der offiziellen Fristen auf der Verzichtleistungsliste (waivers) wurde eine Vertragsunterzeichnung bei den Los Angeles Clippers erwartet.

#### Los Angeles Clippers
Am 17. November 2023 vermeldeten die Los Angeles Clippers Theis’ Verpflichtung. Dort hatte sich Mason Plumlee eine Knieverletzung zugezogen, sodass dringend ein zuverlässiger Ersatz gesucht, um Center Ivica Zubac zu entlasten. Theis schloss sich mit seinem Wechsel nach Kalifornien einem Titelkandidaten an und stand in einem Kader mit den Starspielern Kawhi Leonard, Paul George, James Harden und Russell Westbrook. Auch aufgrund der hohen Verträge der genannten Spieler erhielt Theis bei den Clippers lediglich das Mindestgehalt in Höhe von etwa zwei Millionen US-Dollar. Theis bestritt bis zum Ende der Saison 2023/24 60 Spiele für Los Angeles, 59 davon in der Hauptrunde mit einem Mittelwert von 6,3 Punkten. Im Sommer 2024 wurde in Medien über das Interesse der griechischen Spitzenmannschaft Panathinaikos Athen am deutschen Nationalspieler berichtet.

#### New Orleans Pelicans
Im Juli 2024 wechselte Theis zu den New Orleans Pelicans. Am 5. Februar 2025 gaben sie ihn zusammen mit dem am wenigsten vorteilhaften Zweitrundenauswahlrecht im NBA-Draftverfahren des Jahres 2031 und gegen eine Geldsumme an den Oklahoma City Thunder ab. Die Pelicans gaben Theis ab, um unter den Schwellenwert für die Luxussteuer zu gelangen. Oklahoma City hingegen verzichtete auf Theis‘ Dienste und setzte ihn auf die Dienstverzichtsliste (englisch: waivers).

### AS Monaco
Mitte Februar 2025 wurde Theis von AS Monaco verpflichtet. Dort traf er auf Assistenztrainer Ilias Kantzouris, mit dem er bereits in Bamberg zusammengearbeitet hatte. Theis erhielt in Monaco einen Vertrag bis zum Ende der Saison 2025/26. Im Mai 2025 stand er mit Monaco im Euroleague-Endspiel, in dem man gegen Fenerbahçe Istanbul verlor. Theis musste die Saison 2024/25 aufgrund einer Knieverletzung vorzeitig beenden, ab dem Viertelfinale um die französische Meisterschaft kam er deswegen nicht mehr zum Einsatz und verpasste den Einzug in die Finalserie.

## Nationalmannschaft
Im Juli 2012 nahm er mit der deutschen U20-Nationalmannschaft an der Europameisterschaft in Slowenien teil, konnte aber aufgrund einer Bänderverletzung im ersten Spiel und Magen-Darm-Problemen gegen Ende des Turniers nur wenig zum fünften Platz beitragen. Am 6. August 2012 wurde Theis von Bundestrainer Svetislav Pešić in das Aufgebot der Nationalmannschaft berufen, konnte aber aufgrund der Bänderverletzung nur einen kurzen Besuch beim A-Nationalkader wahrnehmen.
2017 nahm er mit der deutschen Mannschaft an der Europameisterschaft teil, 2019 gehörte er dem deutschen Weltmeisterschaftsaufgebot an. Bei der WM in China stand Theis in allen fünf Spielen der deutschen Auswahl auf dem Feld und kam im Durchschnitt auf 7,6 Punkte sowie 6,0 Rebounds je Begegnung. Letztere Zahl war der Mannschaftshöchstwert. Bei der zum Teil in Deutschland ausgetragenen Europameisterschaft 2022 erreichte Theis mit Deutschland den dritten Platz. Er erzielte im Turnierverlauf im Schnitt 8,8 Punkte je Begegnung.
Bei der in Indonesien, Japan und den Philippinen ausgerichteten Weltmeisterschaft 2023 erreichte Theis mit der Nationalmannschaft erst die KO-Runde, wo sie im Viertelfinale nach einem Sieg über Lettland (81:79) ins Halbfinale einzog. Dort gewann die Mannschaft von Bundestrainer Gordon Herbert in einem geschichtsträchtigen Spiel in Manila (nie zuvor waren so viele Punkte in einem WM-Halbfinale gefallen) mit 113:111 gegen die Vereinigten Staaten. Damit erreichte Deutschland erstmals ein Weltmeisterschaftsendspiel. Neben Anthony Edwards wies Theis mit unter anderem 21 Punkten und 7 Rebounds den besten Effektivitätswert (26) im Halbfinale auf. Anschließend wurde Theis mit der deutschen Mannschaft durch einen 83:77-Endspielsieg über Serbien Weltmeister. Er kam im Endspiel auf zwei Punkte sowie vier Rebounds.
Theis war Teilnehmer der Olympischen Sommerspiele 2024 und kam mit Deutschland in Paris auf den vierten Platz.

## Erfolge
- 3× Deutscher Meister: 2015, 2016, 2017
- 1× Deutscher Pokalsieger: 2017
- Bundesliga-All-Second-Team: 2016
- Bester Verteidiger der Basketball-Bundesliga: 2017
- Bronzemedaille bei der Europameisterschaft 2022
- Weltmeister 2023

## Karriere-Statistiken

### Bundesliga und Europäische Wettbewerbe (Mittelwerte)
| Saison                  | Spiele | Einsatzminuten | Punkte | Rebounds | Vorlagen |
| ----------------------- | ------ | -------------- | ------ | -------- | -------- |
| Basketball-Bundesliga   |        |                |        |          |          |
| BBL 2010/11             | 1      | 4:09           | 0.0    | 0.0      | 0.0      |
| BBL 2011/12             | 22     | 8:00           | 3.2    | 1.8      | 0.5      |
| BBL 2012/13             | 42     | 16:59          | 6.5    | 4.6      | 0.8      |
| BBL 2013/14             | 34     | 21:09          | 9.7    | 6.2      | 0.6      |
| BBL 2014/15             | 44     | 20:18          | 9.8    | 5.2      | 1.3      |
| BBL 2015/16             | 42     | 19:36          | 10.8   | 6.2      | 1.1      |
| BBL 2016/17             | 41     | 18:51          | 9.5    | 5.6      | 0.7      |
| Europäische Wettbewerbe |        |                |        |          |          |
| Eurocup 2012/13         | 14     | 16:34          | 5.4    | 3.8      | 1.0      |
| Eurocup 2013/14         | 17     | 19:10          | 7.3    | 4.7      | 0.8      |
| Eurocup 2014/15         | 18     | 21:23          | 8.7    | 5.3      | 1.1      |
| EuroLeague 2015/16      | 24     | 19:33          | 9.2    | 4.4      | 0.5      |
| EuroLeague 2016/17      | 30     | 19:44          | 9.6    | 4.6      | 0.7      |

### NBA

#### Hauptrunde
| Saison  | Team                   | GP  | GS  | MPG  | FG % | 3P % | FT % | RPG | APG | SPG | BPG | PPG |
| ------- | ---------------------- | --- | --- | ---- | ---- | ---- | ---- | --- | --- | --- | --- | --- |
| 2017–18 | Boston                 | 63  | 3   | 14.9 | .541 | .310 | .753 | 4.3 | 0.9 | 0.5 | 0.8 | 5.3 |
| 2018–19 | Boston                 | 66  | 2   | 13.8 | .549 | .388 | .737 | 3.4 | 1.0 | 0.3 | 0.6 | 5.7 |
| 2019–20 | Boston                 | 65  | 64  | 24.1 | .566 | .333 | .763 | 6.6 | 1.7 | 0.6 | 1.3 | 9.2 |
| 2020–21 | Boston / Chicago       | 65  | 51  | 24.6 | .541 | .322 | .673 | 5.5 | 1.7 | 0.6 | 0.9 | 9.6 |
| 2021–22 | Houston / Boston       | 47  | 27  | 20.8 | .519 | .308 | .681 | 4.9 | 0.9 | 0.4 | 0.7 | 8.2 |
| 2022–23 | Indiana                | 7   | 1   | 15.5 | .477 | .182 | .417 | 3.1 | 1.3 | 0.3 | 0.9 | 7.0 |
| 2023–24 | Indiana / LA. Clippers | 60  | 3   | 16.9 | .532 | .366 | .760 | 4.1 | 1.0 | 0.4 | 0.9 | 6.3 |
| Gesamt  | Gesamt                 | 373 | 151 | 19.1 | .541 | .331 | .718 | 4.8 | 1.2 | 0.5 | 0.9 | 7.4 |

#### Play-offs
| Saison  | Team         | GP | GS | MPG  | FG %  | 3P %  | FT %  | RPG | APG | SPG | BPG | PPG |
| ------- | ------------ | -- | -- | ---- | ----- | ----- | ----- | --- | --- | --- | --- | --- |
| 2018–19 | Boston       | 7  | 0  | 6.0  | .357  | .000  | 1.000 | 1.4 | 0.0 | 0.1 | 0.1 | 1.7 |
| 2019–20 | Boston       | 17 | 17 | 28.4 | .521  | .154  | .788  | 7.1 | 1.5 | 0.4 | 0.9 | 8.9 |
| 2021–22 | Boston       | 16 | 5  | 12.5 | .588  | .214  | .750  | 3.3 | 0.7 | 0.3 | 0.7 | 4.3 |
| 2023–24 | LA. Clippers | 1  | 0  | 4.0  | 1.000 | 1.000 | —     | 1.0 | 0.0 | 0.0 | 0.0 | 3.0 |
| Gesamt  | Gesamt       | 41 | 22 | 17.8 | .530  | .186  | .791  | 4.5 | 0.9 | 0.3 | 0.7 | 5.8 |

## Sonstiges
Sein älterer Bruder Frank war in Braunschweig in der 2. Bundesliga ProB zeitweilig sein Mannschaftskamerad.
Im Juli 2018 wurde Theis als Auszeichnung für seine „Vorbildfunktion für Kinder und Jugendliche in Niedersachsen“ sowie sein soziales Engagement die Goldene Ehrennadel des Niedersächsischen Basketballverbandes verliehen.
Der VfL-Wolfsburg-Fan verkündete am 10. März 2023, dass er Teil der Besitzergruppe des 2024 in den Spielbetrieb der USL Championship einsteigenden Rhode Island FC aus Pawtucket sei.